# Lugar de raíces

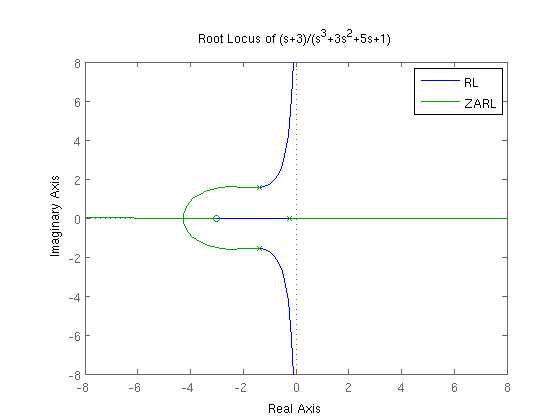
Lugar de las raíces de la función de transferencia.

En teoría de control, el lugar de raíces o lugar de las raíces (del inglés, root locus) es la representación gráfica del lugar geométrico de los polos  de una función de transferencia a medida que se varía un parámetro en un determinado intervalo. Típicamente, parámetro corresponde con la ganancia {\displaystyle k} de un control proporcional. 
El método del lugar de raíces, propuesto por Walter R. Evans, permite determinar la posición de los polos de la función de transferencia a lazo cerrado para valores de ganancia  K  en el rango {\displaystyle \left[0,\infty \right)}a partir de la función de transferencia a lazo abierto.
El lugar de raíces es una herramienta útil para analizar el transitorio de sistemas dinámicos lineales tipo SISO (single input single output) y su estabilidad (BIBO stability). 

## Definición
Sea {\displaystyle G(s)} la función de transferencia  de una planta,  y {\displaystyle H(s)}  la función de transferencia de la cadena de realimentación.  
{\displaystyle G(s)H(s)} representa la función de transferencia del sistema en bucle abierto. Pertenecen al lugar de raíces todos los puntos del plano complejo que satisfacen la ecuación característica:
{\displaystyle 1+kG(s)H(s)=0\;\;\forall k\in \left[0,\infty \right)}
Para el caso de {\displaystyle k\in \left(-\infty ,0\right)}, se denomina Lugar de las Raices Complementario.

## Propiedades
El lugar de raíces es simétrico respecto del eje real.
Comienza en {\displaystyle k=0} los polos {\displaystyle p_{i}} de la función de transferencia en lazo abierto {\displaystyle G(s)H(s)}, y termina para {\displaystyle k\to \pm \infty }, normalmente con valor nulo. Las soluciones para {\displaystyle k\geq 0} corresponden al lugar de raíces verdadero, mientras que las soluciones para {\displaystyle k<0} corresponden al lugar de raíces complementario.

## Reglas para graficar el lugar de raíces
Las reglas que se detallan a continuación permiten graficar el lugar de raíces sin resolver la ecuación característica para cada uno de los valores de {\displaystyle k}, permitiendo que el método sea aplicable a de orden elevado. Se basan en el desarrollo de Walter Richard Evans, publicado en 1948, y por consiguiente se las conoce como Reglas de Evans, que permiten graficar el lugar de las raíces para {\displaystyle k\in \left[0,\infty \right)} empleando como dato los polos y los ceros de la función en bucle abierto {\displaystyle G(s)H(s)}. Para valores negativos de {\displaystyle k} se existe un conjunto de reglas equivalente.
Las reglas de Evans son:
1. Función de transferencia en bucle abierto. Dada por  {\displaystyle G(s)H(s)}, denotamos sus polos como {\displaystyle p_{i},i=1\ldots n}, denotamos como sus ceros finitos como {\displaystyle z_{i},j=1\ldots m}.
2. Número de ramas. Tiene {\displaystyle n} ramas. El número de ramas del lugar de raíces es igual al orden de la ecuación característica de la función de transferencia a lazo cerrado. Para sistemas racionales, esto equivale al orden de la ecuación característica de la función de transferencia a lazo abierto, es decir, el denominador de la función de transferencia a lazo abierto.
3. Simetría. Dado que la ecuación característica es de coeficientes reales, las raíces complejas deben ser complejas conjugadas. Por tanto, el lugar de raíces es simétrico respecto al eje real.
4. Polos de lazo abierto. Los polos de la función de transferencia a lazo abierto pertenecen al lugar de raíces y corresponden a {\displaystyle k=0}.
5. Ceros de lazo abierto. Los ceros de la función de transferencia a lazo abierto pertenecen al lugar de raíces y corresponden a {\displaystyle k=\infty }. Si hay más polos que ceros, entonces habrá {\displaystyle n-m} ceros en el infinito. Por cada cero en el infinito, el lugar de las raíces tendrá una asíntota.
6. Asíntotas. Si la función de transferencia de lazo cerrado tiene t polos más que ceros, entonces el lugar de raíces tiene {\displaystyle n-m} asíntotas equiespaciadas. La  dirección de cada asíntota viene dada por {\displaystyle \gamma _{l}={\frac {\pi (2l+1)}{t}}}, donde {\displaystyle l=0,1,\dots ,n-m-1}.

| {\displaystyle m-n}               | 1   | 2       | 3            | 4                 |
| --------------------------------- | --- | ------- | ------------ | ----------------- |
| {\displaystyle \gamma _{l}} (deg) | 180 | +90,-90 | +60,+180,-60 | +45,+135,-135,-45 |

1. Centroide de las asíntotas. El punto del eje real donde las asíntotas se intersecan se denota mediante {\displaystyle \sigma _{0}}, y se calcula mediante {\displaystyle \sigma _{0}={\frac {\sum _{i=0}^{n}{p_{i}}-\sum _{j=0}^{m}{z_{j}}}{n-m}}}.
2. Lugar de raíces sobre el eje real. Si la función de transferencia a lazo abierto tiene más de un polo o cero reales, entonces el segmento del eje real que tiene un número impar de polos y ceros reales a su derecha forma parte del lugar de raíces.
3. Puntos de entrada-salida. Los puntos de entrada-salida, o puntos singulares, indican la presencia de raíces múltiples de la ecuación característica, y se dan en los valores de s para los cuales se verifica {\displaystyle {\frac {d(-k)}{ds}}=0}.
4. Intersección con el eje imaginario. Las intersecciones con el eje imaginario se encuentran calculando los valores de k que surgen de resolver la ecuación característica para {\displaystyle s=j\omega }.
5. Pendiente del lugar de raíces en polos y ceros complejos (Condición de Argumento). La pendiente del lugar de raíces en polos y ceros complejos de la función de transferencia a lazo abierto se puede encontrar en un punto de la vecindad del polo o cero mediante la relación {\displaystyle \sum _{j=0}^{m}{\arg(z_{j})}-\sum _{i=0}^{n}{\arg(p_{i})}=\pi (2p-1)}, para k>0, o {\displaystyle 2p\pi }, para k<0. Es decir, para k > 0 (lugar de las raíces) la sumatoria de los ángulos que se forman desde los ceros hasta el polo arbitrario S menos la sumatoria de los ángulos que se forman desde los polos hasta S, es múltiplo impar de 180°; y para k < 0 (lugar complementario de las raíces) debe ser múltiplo par de 180°.
6. Cálculo de {\displaystyle k} en un punto del lugar de raíces (Condición de Módulo). El valor absoluto de {\displaystyle k} que corresponde a un punto,{\displaystyle s_{0}}, que pertenece  al lugar de raíces puede determinarse evaluando la función en bucle abierto en ese punto:

{\displaystyle k={\frac {1}{\left|\left.G(s)H(s)\right|_{s_{0}}\right|}}}